# Tarbeker Moor

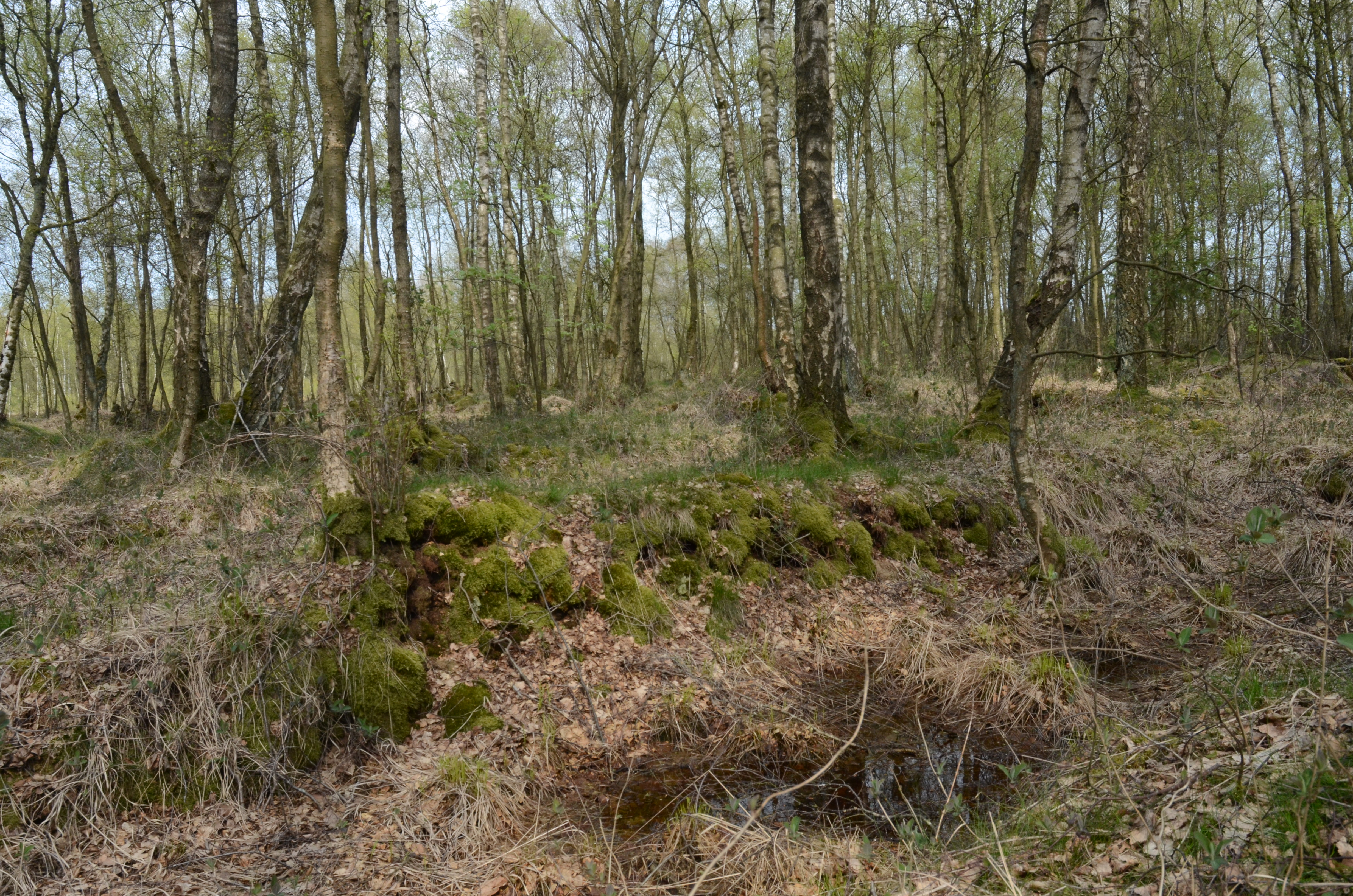
Degeneriertes Moor

Das Tarbeker Moor ist der Rest eines größeren Moorkomplexes, der sich nach der letzten Eiszeit innerhalb einer Schmelzwasserrinne gebildet hat. Die umgebenden Moore wurden im 19. und 20. Jahrhundert abgetorft und nahezu vollständig in Grünland überführt. Das Tarbeker Moor wurde von 1951 bis 1990 industriell teilweise bis auf den mineralischen Untergrund abgetorft. Die Abtorfung führte zur vollständigen Zerstörung der Hochmoorvegetation.
1991 wurde mit der Renaturierung des Tarbeker Moores (noch renturierungsfähiges Hochmoor) begonnen. Durch den Anstau des Wassers der Tensfelder Au sowie durch Zustrom von Quellwasser aus dem Untergrund und von den Hängen hat sich auf den ehemaligen Abbauflächen großflächig eine Vegetation der Übergangs- und Schwingrasenmoore ausgebildet. In den westlichen Flachseen dominieren torfmoosreiche Schwingdecken von Sumpf-Calla (Calla palustris) sowie offene Wasserflächen
mit dem Gemeinen Wasserschlauch (Utricularia vulgaris). In den östlichen Abgrabungsflächen haben sich von Grauweiden durchsetzte flächige Bestände der Rispen-Segge (Carex paniculata), der Scheinzyper-Segge (Carex pseudocyperus) und der Flatterbinse (Juncus effusus) gebildet. Stellenweise kommen seltene Torfmoose (Sphagnum subnitens, S. riparium), Schilf (Phragmites australis), Rohrkolben (Typha spec.) und Krebsschere (Stratiotes alioides) vor. In den von Regenwasser durchfeuchteten Mulden sind Bestände des Weißen Schnabelriedes (Rhynchospora alba) und des Scheidigen Wollgrases (Eriophorum vaginatum) ausgebildet (Torfmoor-Schlenken).
Insgesamt ist ein kleinräumiges Mosaik aus moortypischer Vegetation, Wasserflächen und trockenen Torfdämmen entstanden. Das Gebiet bietet zahlreichen Amphibienarten wie Knoblauchkröte und Moorfrosch Lebensraum. Im Bereich der Tensfelder Au kommt der Fischotter vor. Das Tarbeker Moor hat sich durch die erfolgreich eingeleitete Renaturierung zu einem vielgestaltigen, artenreichen Moorkomplex entwickelt und ist als Rest einer ursprünglich großflächigen Moorlandschaft besonders schutzwürdig. Es ist hinsichtlich seiner Arten- und Lebensraumvielfalt, seiner Regenerationsansätze und seiner Großflächigkeit von landesweiter Bedeutung. Übergreifendes Schutzziel ist die Förderung einer regenerierenden Übergangsmoorvegetation und Weiterentwicklung zum Hochmoor. Hierzu ist eine Optimierung des Vernässungszustandes im Moor und seiner Umgebung besonders wichtig. Des Weiteren soll die Eignung des Gebietes als Wanderkorridor für den Fischotter bewahrt werden.

## Lebensraumtypen
- Renaturierungsfähige degradierte Hochmoore
- Übergangs- und Schwingrasenmoore
- Torfmoor-Schlenken mit Schnabelbinsen-Gesellschaften[3]